# Rubus pinnatus
Rubus pinnatus är en rosväxtart som beskrevs av Carl Ludwig von Willdenow. Rubus pinnatus ingår i släktet rubusar, och familjen rosväxter.

## Underarter
Arten delas in i följande underarter:
- R. p. glaber
- R. p. lobatus
- R. p. suprapilosus
- R. p. mutatus
- R. p. ledermannii